# Sévrier
Sévrier település Franciaországban, Haute-Savoie megyében. Lakosainak száma 4324 fő (2022. január 1.). Sévrier Annecy, Menthon-Saint-Bernard, Quintal, Saint-Jorioz és Veyrier-du-Lac községekkel határos.

## Népesség
A település népessége az elmúlt években az alábbi módon változott:
| Lakosok száma | 4121 | 4156 | 4404 | 4161 | 4150 | 4139 | 4151 | 4156 | 4324 |
|               | 2013 | 2015 | 2016 | 2017 | 2018 | 2019 | 2020 | 2021 | 2022 |